# USS Tigrone (SS-419)
USS Tigrone (SS-419/SSR-419/AGSS-419) là một  tàu ngầm lớp Tench được Hải quân Hoa Kỳ chế tạo vào giai đoạn cuối Chiến tranh Thế giới thứ hai. Nó là chiếc tàu chiến duy nhất của Hải quân Hoa Kỳ được đặt cái tên này, theo tên loài cá mập báo  Nhập biên chế năm 1944, nó đã phục vụ trong giai đoạn sau cùng của Thế Chiến II, chỉ thực hiện được ba chuyến tuần tra trong chiến tranh và tiêu diệt một tàu chở hàng nhỏ trước khi cuộc xung đột chấm dứt. Chiếc tàu ngầm đã tiếp tục phục vụ trong giai đoạn Chiến tranh Lạnh cho đến năm 1975, và cuối cùng bị đánh chìm như một mục tiêu vào năm 1976. Tigrone được tặng thưởng hai Ngôi sao Chiến trận do thành tích phục vụ trong Thế Chiến II.

## Thiết kế và chế tạo

### Thiết kế
Lớp tàu ngầm Tench là sự cải tiến tiếp theo của các lớp tàu ngầm hạm đội   Balao và   Gato, vốn đã chứng minh thành công trong hoạt động chống Nhật Bản tại Mặt trận Thái Bình Dương. Lớp tàu này, tích lũy những kinh nghiệm trong giai đoạn đầu của cuộc xung đột, là lớp tàu ngầm cuối cùng được Hải quân Hoa Kỳ chế tạo trong chiến tranh.
Những chiếc lớp Tench có chiều dài 311 ft 9 in (95,02 m), mạn tàu rộng 27 ft 4 in (8,33 m) và mớn nước tối đa 17 ft (5,2 m), có trọng lượng choán nước 1.570 tấn Anh (1.600 t) khi nổi và 2.414 tấn Anh (2.453 t) khi lặn. Chúng trang bị bốn động cơ diesel Fairbanks-Morse 38D8-⅛ 10-xy lanh chuyển động đối xứng, dẫn động máy phát điện để cung cấp điện năng cho hai động cơ điện, đạt được công suất 5.400 shp (4.000 kW) cho phép di chuyển với tốc độ tối đa 20,25 hải lý trên giờ (37,50 km/h) khi nổi. Khi hoạt động ngầm dưới nước, chúng được cung cấp điện từ hai dàn ắc-quy Sargo 126-cell để vận hành hai động cơ điện General Electric lõi kép tốc độ chậm, có công suất 2.740 shp (2.040 kW) và đạt tốc độ tối đa 8,75 kn (16,21 km/h). Tầm xa hoạt động là 16.000 hải lý (30.000 km) khi đi trên mặt nước ở tốc độ 10 kn (19 km/h) và có thể hoạt động kéo dài đến 75 ngày; tuy nhiên khả năng hoạt động ngầm bị giới hạn bởi dung lượng điện ắc-quy, sẽ cạn trong 48 giờ khi di chuyển với tốc độ 2 kn (3,7 km/h). Chiếc tàu ngầm mang theo tiếp liệu đủ cho mười sĩ quan và 71 thủy thủ trong 75 ngày.
Lớp Tench được trang bị mười ống phóng ngư lôi 21 in (530 mm), gồm sáu ống trước mũi và bốn ống phía đuôi tàu, và mang theo tổng cộng 28 quả ngư lôi. Vũ khí trên boong tàu gồm một hải pháo 5 inch/25 caliber, một khẩu pháo phòng không Bofors 40 mm nòng đơn và một khẩu đội Oerlikon 20 mm nòng đôi, kèm theo hai súng máy .50 caliber.

### Chế tạo
Tigrone được đặt hàng vào ngày 22 tháng 2, 1943 và được đặt lườn tại Xưởng hải quân Portsmouth ở  Kittery, Maine vào ngày 8 tháng 5, 1944. Nó được hạ thủy vào ngày 20 tháng 7, 1944, được đỡ đầu bởi bà Mary B. Grisham (nhủ danh Breault), phu nhân Đại tá Hải quân Charles F. Grisham, giám đốc Xưởng hải quân Portsmouth, và được cho nhập biên chế cùng Hải quân Hoa Kỳ vào ngày 25 tháng 10, 1944 dưới quyền chỉ huy của Hạm trưởng, Trung tá Hải quân Hiram Cassedy.

## Lịch sử hoạt động

### Thế Chiến II
Tigrone hoàn tất việc trang bị vào giữa tháng 11, 1944, và tiến hành huấn luyện ngoài khơi Portsmouth, New Hampshire và New London, Connecticut, trước khi xuất phát từ Căn cứ Tàu ngầm Hải quân New London vào ngày 31 tháng 12. Sau mười ngày huấn luyện cùng Trường Sonar Hải quân tại Key West, Florida, nó lên đường vào ngày 16 tháng 1, 1945 để hướng sang khu vực Thái Bình Dương ngang qua kênh đào Panama. Nó thực hành huấn luyện trên đường đi cùng với tàu vận chuyển đổ bộ Riverside (APA-102), và đi đến Trân Châu Cảng vào ngày 16 tháng 2.

#### Chuyến tuần tra thứ nhất
Tigrone khởi hành từ Oahu vào ngày 9 tháng 3 cho chuyến tuần tra đầu tiên trong chiến tranh, có ghé đến Guam từ ngày 19 đến ngày 21 tháng 3 để sửa chữa động cơ diesel. Sau đó nó hoạt động phối hợp cùng các tàu ngầm Bullhead (SS-332) và Blackfish (SS-221) trong thành phần một bầy sói dưới sự chỉ huy chung của Trung tá Cassedy, hạm trưởng Tigrone. Bầy sói, sau đó còn có thêm tàu ngầm Seahorse (SS-304) tham gia, hướng sang khu vực tuần tra được chỉ định tại biển Đông, hình thành nên một tuyến tuần tra để chặn đánh tàu bè Nhật Bản.
Seahorse gặp phải sự cố bắn nhầm vào ngày 24 tháng 3, khi bị một máy bay ném bom B-24 Liberator ném bom và bắn phá. Đến ngày 29 tháng 3, Tigrone phải lặn khẩn cấp để né tránh một máy bay Nakajima Ki-43 của Lục quân Nhật Bản trong biển Đông. Ở độ sâu 60 ft (18 m), con tàu chịu đựng một vụ chấn động bên trên phòng ắc-quy, rõ ràng là do một quả bom nhỏ được máy bay đối phương ném xuống. Chiếc tàu ngầm không gặp hư hại và tiếp tục chuyến tuần tra dọc theo tuyến hàng hải ven biển. Trong những ngày tiếp theo nó tìm cách tấn công một đoàn tàu vận tải bị máy bay Hoa Kỳ phát hiện, nhưng không thành công.
Từ ngày 3 tháng 4, Tigrone chuyển sang nhiệm vụ tìm kiếm và giải cứu ngoài khơi bờ biển phía Đông đảo Hải Nam, Trung Quốc. Vào ngày 5 tháng 4, con tàu phải cơ động nhanh để né tránh một quả bom thả từ một máy bay đối phương bay cao. Ba ngày sau đó, đang khi di chuyển trên mặt nước cách bờ biển 5 mi (8,0 km) để làm nhiệm vụ tìm kiếm và giải cứu, nó nhìn thấy một quả ngư lôi từ khoảng cách 500 yd (500 m), và đã phải bẻ hết lái sang mạn trái để né tránh. Sau khi quả ngư lôi đối phương sượt qua cách đuôi tàu không đầy 60 yd (100 m), Tigrone buộc phải lặn xuống và chuyển sang chế độ di chuyển im lặng trong suốt hai giờ để né tránh tàu ngầm đối phương.
Sang ngày hôm sau 9 tháng 4, Tigrone hoạt động tại trạm tìm kiếm và giải cứu ngoài khơi Mofu Point (20°01′B 110°56′Đ / 20,017°B 110,933°Đ), và tiếp tục tuần tra ngoài khơi Hải Nam cho đến ngày 15 tháng 4. Chiếc tàu ngầm đã bắn phá bãi cạn thuộc quần đảo Đông Sa bằng hải pháo 5-inch vào ngày 16 tháng 4, rồi chỉ ba ngày sau đó lại cùng tàu ngầm Rock (SS-274) bắn phá những mục tiêu trên đảo Batan, Philippines. Nó kết thúc chuyến tuần tra tại Guam vào ngày 24 tháng 4.

#### Chuyến tuần tra thứ hai
Sau khi được tái trang bị cặp bên mạn tàu tiếp liệu tàu ngầm Apollo (AS-25), Tigrone rời Apra Harbor, Guam vào ngày 19 tháng 5, ghé đến Saipan để nạp ngư lôi, rồi khởi hành vào ngày 20 tháng 5 để đi sang khu vực tuần tra được chỉ định. Nó đi đến vùng biển phụ cận đảo Tori Shima vào ngày 25 tháng 5, và bắt đầu hoạt động tìm kiếm và giải cứu ở vùng phía Nam Honshū và phía Tây quần đảo Nanpō. Ngay trong ngày hôm đó, nó cứu vớt được một phi công thuộc Bộ chỉ huy Tiêm kích 19 đặt căn cứ tại Iwo Jima.
Vào sáng sớm ngày 27 tháng 5, Tigrone đụng độ với một tàu gỗ Nhật Bản, tấn công mục tiêu bằng pháo 5-inch và 40-mm; đối phương đã chống trả bằng hỏa lực súng máy. Sóng lớn do thời tiết xấu quét qua cầu tàu đã khiến ba thủy thủ chiếc tàu ngầm bị thương; nhưng đối thủ bị bắn cháy và bất động giữa biển khi chiếc tàu ngầm bỏ đi. Đến xế trưa ngày hôm sau 28 tháng 5, nó trợ giúp một máy bay ném bom hải quân gặp trục trặc phải hạ cánh khẩn cấp xuống cách chiếc tàu ngầm 500 yd (500 m), cứu vớt được năm thành viên đội bay. Trong hai ngày tiếp theo, nó giải cứu được 23 thành viên các đội bay trong biển Philippine.
Không lâu sau đó trong khu vực giải cứu của nó, Tigrone lại tìm kiếm đội bay của một máy bay bị rơi xuống biển, được chỉ thị bởi những máy bay đồng đội đang lượn vòng chung quanh bè cứu sinh trôi nổi trên mặt biển. Trời tối trước khi chiếc tàu ngầm tìm thấy các bè, cho đến sáng sớm ngày hôm sau 30 tháng 5, khi nó trồi lên mặt nước và cuối cùng tìm thấy bảy thành viên đội bay. Công việc cứu vớt rất khó khăn do hoàn cảnh biển động mạnh và sóng cao đến 30 ft (9,1 m).
Vào ngày 1 tháng 6, Tigrone ghé đến Iwo Jima để đưa số quân nhân không lực rời tàu, rồi lại tiếp tục chuyến tuần tra bất chấp vấn đề về radar chưa được khắc phục. Trở lại khu vực tuần tra vào ngày 3 tháng 6, con tàu bị ảnh hường bởi sương mù và radar hoạt động kém. Nó yêu cầu được điều sang nhiệm vụ tìm kiếm và giải cứu, sau khi trục chân vịt bên mạn phải phát ra tiếng động bất thường, khiến cho chức năng tuần tra và tấn công trở nên nguy hiểm. Tại khu vực phía Nam Honshū, Tigrone tham gia nhiệm vụ tìm kiếm và giải cứu, và đến ngày 26 tháng 6 đã cứu vớt một phi công máy bay tiêm kích, anh được vớt lên tàu chỉ sáu phút nhảy dù ra khỏi máy bay của mình. Trong hai ngày tiếp theo, nó đón lên tàu các phi công được các tàu ngầm khác giải cứu, rồi lên đường vào ngày 28 tháng 6 để quay về căn cứ. Chiếc tàu ngầm kết thúc chuyến tuần tra tại Apra Harbor, Guam vào ngày 3 tháng 7, sau khi cứu vớt tổng cộng 30 phi công.

#### Chuyến tuần tra thứ ba
Sau khi được tái trang bị cặp bên mạn tàu tiếp liệu tàu ngầm Proteus (AS-19), Tigrone lại xuất phát từ Guam vào ngày 31 tháng 7. Sau khi được tiếp ngư lôi tại Saipan như thường lệ, nó đi đến khu vực tuần tra trong phạm vi cách đảo Honshū 100 mi (160 km). Trên đường đi nó nhận được tin Liên Xô đã tuyên chiến với Nhật Bản, nhưng khi tiến đến gần hơn các đảo chính quốc Nhật Bản, chiếc tàu ngầm thường xuyên đụng độ với máy bay tuần tra đối phương. Đến ngày 11 tháng 8, xuất hiện những tin tức đầu tiên về Nhật Bản có ý định đầu hàng, nhưng chiếc tàu ngầm vẫn tiếp tục tuần tra để làm nhiệm vụ tìm kiếm và giải cứu cách vịnh Sagami 50 mi (80 km). Sang ngày 13 tháng 8, dưới sự chỉ điểm của máy bay hải quân, nó bắn phá đảo Mikomoto thuộc tỉnh Shizuoka, bắn trúng 11 phát đạn pháo vào một trạm vô tuyến và tháp hải đăng trên đảo, trở thành cuộc bắn phá cuối cùng của cuộc chiến tranh. Vào ngày 14 tháng 8, nó giải cứu được một phi công đã nhảy dù khỏi máy bay của mình; rồi sang ngày hôm sau 15 tháng 8, chiếc tàu ngầm được lệnh ngừng mọi hoạt động tấn công do Nhật Bản đã chính thức chấp nhận đầu hàng.
Dù xung đột đã kết thúc, Tigrone tiếp tục tuần tra dọc bờ biển đảo Honshū lên phía Bắc cho đến tận Sendai, Miyagi, và đến ngày 30 tháng 8 đã gặp gỡ bầy sói "Benny's Peacemakers". Tigrone đã thả neo trong vịnh Tokyo vào ngày 31 tháng 8, rồi khởi hành từ Tokyo vào ngày 2 tháng 9 cho hành trình quay trở về Hoa Kỳ, đi ngang qua Hawaii và kênh đào Panama trước khi về đến New London vào đầu tháng 10, 1945.

## Phần thưởng
Tigrone được tặng thưởng hai Ngôi sao Chiến trận do thành tích phục vụ trong Thế Chiến II.
|  |  | Bronze star · Bronze star |
|  |  | Bronze star               |

| Dãi băng Hoạt động Tác chiến         | Huân chương Chiến dịch Hoa Kỳ           | Huân chương Chiến dịch Châu Á-Thái Bình Dương với 2 Ngôi sao Chiến trận |
| Huân chương Chiến thắng Thế Chiến II | Huân chương Phục vụ Chiếm đóng Hải quân | Huân chương Phục vụ Phòng vệ Quốc gia với 1 Ngôi sao Chiến trận         |